# Мейржан Шермакханбет
Мейржан Шермакханбет (каз. Мейіржан Шермаханбет; нар. 26 червня 1996) — казахський борець греко-римського стилю, бронзовий призер чемпіонату світу, срібний призер чемпіонату Азії.

## Спортивні результати на міжнародних змаганнях

### Виступи на Чемпіонатах світу
| Змагання                        | Збірна    | Вагова категорія                 | Місце  |
| ------------------------------- | --------- | -------------------------------- | ------ |
| Чемпіонат світу з боротьби 2018 | Казахстан | греко-римська боротьба, до 67 кг | Бронза |
| Чемпіонат світу з боротьби 2019 | Казахстан | греко-римська боротьба, до 67 кг | 28     |

### Виступи на Чемпіонатах Азії
| Змагання                       | Збірна    | Вагова категорія                 | Місце  |
| ------------------------------ | --------- | -------------------------------- | ------ |
| Чемпіонат Азії з боротьби 2019 | Казахстан | греко-римська боротьба, до 67 кг | Срібло |

### Виступи на інших змаганнях
| Змагання                                                     | Збірна    | Вагова категорія                 | Місце  |
| ------------------------------------------------------------ | --------- | -------------------------------- | ------ |
| Гран-прі Угорщини з боротьби 2018                            | Казахстан | греко-римська боротьба, до 67 кг | Золото |
| Турнір Вехбі Емре і Гаміта Каплана 2018                      | Казахстан | греко-римська боротьба, до 67 кг | 16     |
| Турнір Дана Колова — Николи Петрова 2019                     | Казахстан | греко-римська боротьба, до 67 кг | Бронза |
| Меморіал Олега Караваєва 2019                                | Казахстан | греко-римська боротьба, до 72 кг | Бронза |
| Меморіал Маттео Пелліконе 2021                               | Казахстан | греко-римська боротьба, до 67 кг | Золото |
| Олімпійський кваліфікаційний турнір з боротьби 2021 (Алмати) | Казахстан | греко-римська боротьба, до 67 кг | 11     |

### Виступи на змаганнях молодших вікових груп
| Змагання                                     | Збірна    | Вагова категорія                 | Місце |
| -------------------------------------------- | --------- | -------------------------------- | ----- |
| Чемпіонат світу з боротьби серед молоді 2018 | Казахстан | греко-римська боротьба, до 67 кг | 8     |